# Die Gouvernante (Film)
Die Gouvernante ist ein österreich-ungarisches Stummfilmdrama aus dem Jahre 1914 mit dem jungen Paul Richter in einer seiner ersten Filmrollen.

## Handlung
Eine junge Frau muss nach dem frühen Tode ihrer Mutter arbeiten gehen und lässt sich in einem hochherrschaftlichen Hause des angesehenen Architekten Lessing als Gouvernante einstellen. Dort beginnt für sie die Hölle auf Erden, denn beide sowohl der alte auch als der junge Lessing stellen ihr unaufhörlich nach. Als der alte Baumeister dabei von seiner Frau erwischt wird, versucht diese die junge Frau loszuwerden, in dem sie die Gouvernante des Diebstahls beschuldigt. Tatsächlich wird die junge Frau vor Gericht gestellt. Da sie ihre Unschuld nicht beweisen kann, verurteilt man sie zu fünf Jahren Haft. 
Nach ihrer Freilassung beginnt sie einen sehr unsteten Lebenswandel. Die frühere Gouvernante versucht sich nunmehr als Chansonnette, später wird sie zur Lebedame. So trifft sie eines Tages wieder auf den jungen Lessing, der sie jedoch nicht erkennt. Sie beschließt sich, an ihm für ihr durch seine Familie erlittenes Unrecht zu rächen. Sie lässt sich von dem jungen Mann umgarnen und reich beschenken: ein Automobil, viel Schmuck und schließlich eine luxuriöse Wohnung. Eines Tages ist Lessing junior pleite und hat auch noch Firmengelder veruntreut. Nun gerät er auch wie einst die Gouvernante erst in die Hände der Polizei, dann in die der Justiz. Doch die Rache der Gefallenen schmeckt bitter, denn längst hat sich die frühere Gouvernante in den jungen Lessing verliebt. Und so entschließt sie sich, als sie ihr Leben als verpfuscht erkennt, selbiges mittels Einnahme von Gift zu beenden.

## Produktionsnotizen
Die Gouvernante entstand wohl zum Jahresende 1913 und erlebte seine Uraufführung am 6. März 1914 in Wien. Die Länge des Vierakters betrug etwa 1200 Meter. 
Paul Richter als junger Lessing spielte hier seine erste oder zweite Filmrolle.

## Kritik
„Es ist die Lebensgeschichte einer dieser unschuldig Gefallenen, die uns Paula Lauter sehr anschaulich erzählt. (…) Den jungen Sering [sic!] spielt Herr Richter erquickend fesch, der alte wird durch Herr Blenke [sic!] dargestellt. (…) Sehr geschmackvoll sind die zahlreichen Wiener Straßenbilder gewählt, die sich auch ausnahmsweise mit dem im Stücke bezeichneten Straßen und Brücken decken.“